# Ватрослав Мимица
Ватрослав Мимица (Омиш, 25. јун 1923 — Загреб, 15. фебруар 2020) био је југословенски и хрватски филмски редитељ, сценариста и продуцент, творац неких од најпознатијих остварења југословенске кинематографије, а српској публици најпознатији као режисер филма о епском српском јунаку Бановић Страхињи. По мишљењу Петербуршке федерације кино-штампе Ватрослав Мимица је највећи хрватски режисер и продуцент.

## Биографија
Пре Другог светског рата уписао је Медицински факултет Универзитета у Загребу, а за време фашистичке НД Хрватске године 1942. постаје члан Савеза комунистичке омладине Југославије (СКОЈ). Од 1943. се прикључио југословенским партизанима и учествовао у Народноослободилачкој борби у склопу партизанских санитетских јединица.

## Рад на филму
Након рата, Мимица је наставио студирање медицине, али упоредо пише књижевне и филмске критике. Филмску каријеру започиње 1950. године када је постао директор студија Јадран филма. Међутим, две године касније, Мимица је напустио ово предузеће због неслагања с његовим креативним концептима. Његов деби као независног редитеља и сценаристе је филм У Олуји (1952). У другој половини 1950-их Мимица је постао заинтересован за анимиране филмове и постао је један од водећих директора Загребачке школе анимираног филма и направио је неколико значајних остварења. Године 1960. Мимица се повукао из сфере анимираног филма, иако ће његов последњи посао у анимацији бити филм Ватрогасци (1971), и вратио се играним филмовима, од којих су најпознатији награђивани Прометеј с отока Вишевице, Сељачка буна 1573. и последње остварење Бановић Страхиња.
Године 1961. заједно са италијанским колегама екранизује историјску драму Сулејман Освајач. Филм Прометеј с отока Вишевице (1964) добио је у Пули 1965. године Златну арену за филм (ex aequo) и специјалну награду на IV Московском међународном филмском фестивалу.
За филм Понедељак или уторак (1966) Мимица је освојио Златну Арену за најбољу режију. Мотиве латентног људског зла Мимица испитује у филмовима Каја, убит ћу те! (1967) и Храњеник (1970). Након филма Каја, убит ћу те! (1967) враћа се традиционалним филмовима и први од њих је Догађај (1969). Следећим филмом, Храњеник (1970), поново анализира зло као један од аспеката људске природе и суштину тоталитаризма у конкретној историјској ситуацији враћајући гледаоце на тему Другог светског рата и дешавањима у нацистичком концентрационом логору.
Након тога Мимица је направио још неколико филмова, од којих су најважнији Сељачка буна 1573. (1975) који приказује како су сељаци на северу Хрватске и суседним подручјима Славоније, измучени злостављањем и искоришћавањем од стране локалних феудалаца попут окрутног Фрање Тахија, подигли устанак крајем XVI века; и филм Бановић Страхиња (1981) снимљен по мотивима српске народне песме Бановић Страхиња. Сценарио за филм је написао у сарадњи са Александром Сашом Петровићем. 2001. године на филмском фестивалу у Пули Мимица је добио награду за допринос кинематографији током своје каријере.

## Приватни живот
Отац је холивудског режисера Серђа Мимице-Гецана.

## Филмографија (редитељска)
- Бановић Страхиња (1981)
- Последњи подвиг диверзанта Облака (1978)
- Сељачка буна 1573. (1975)
- Македонскиот дел од пеколот (1971)
- Ватрогасци (1971)
- Храњеник (1970)
- Догађај (1969)
- Каја, убит ћу те! (1967)
- Понедељак или уторак (1966)
- Прометеј с отока Вишевице (1964)
- Женидба господина Марципана (1963)
- Тифусари (1963)
- Телефон (1962)
- Мала кроника (1962)
- Сулејман Освајач (1961)
- Перпетуум мобиле лтд (1961)
- Јубилеј господина Икла (1955)

## Сценарији
- Бановић Страхиња (1981)
- Последњи подвиг диверзанта Облака (1978)
- Сељачка буна 1573. (1975)
- Македонскиот дел од пеколот (1971)
- Ватрогасци (1971)
- Позивница (1970)
- Догађај (1969)
- Каја, убит ћу те! (1967)
- Понедељак или уторак (1966)
- Прометеј с отока Вишевице (1964)
- Тифусари (1963)
- Женидба господина Марципана (1963)
- Телефон (1962)
- Перпетуум мобиле лтд (1961)
- Сулејман Освајач (1961)
- Инспектор се вратио кући (1959)
- Јаје (1959)
- Код фотографа (1959)
- Срећан крај (1958)
- Самац (1958)
- Каубој Џими (1957)
- У Олуји (1952)

## Продуцентска остварења
- Телефон (1962)
- Сулејман Освајач (1961)